# Tristan Gale

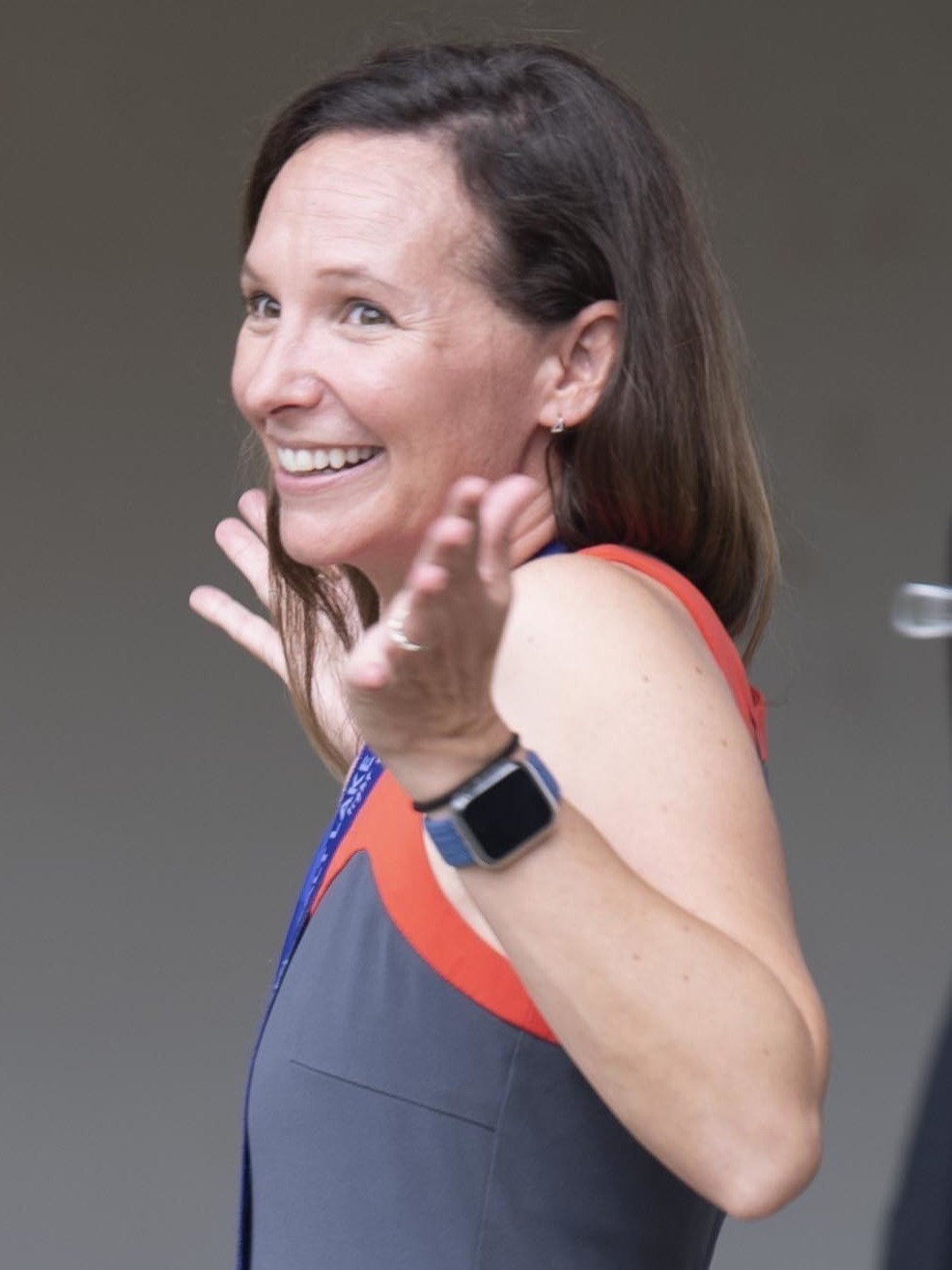
Tristan Gale, 2021

Tristan Gale (* 10. August 1980 in Ruidoso) ist eine US-amerikanische Skeletonpilotin.
Tristan Gale begann ihre Skeletonkarriere im Seniorenbereich im Jahr 2000 mit der Teilnahme an den US-Meisterschaften, wo sie Vierte wurde. Im Dezember des Jahres gewann sie in Park City und Lake Placid zwei Rennen des America’s Cup. Im November 2001 debütierte sie bei einem Rennen in Königssee im Weltcup und wurde dort 12. Schon im zweiten Rennen kurz darauf in Igls kam sie als Achte erstmals in die Top 10.
Im Januar 2002 qualifizierte sie sich für die Olympischen Winterspiele 2002 in Salt Lake City, indem sie drei der vier Qualifikationsrennen des US-Teams für sich entschied. Bei den Spielen wurde sie der erste weibliche Skeletonolympiasieger. Im November 2002 gewann sie in Park City auch ihr erstes und bislang einziges Weltcuprennen.
2003 trat sie bei den Juniorenweltmeisterschaften in Königssee an, musste sich aber Julia Eichhorn und Lyndsie Peterson geschlagen geben. Bei den Seniorenweltmeisterschaften kurz darauf in Nagano gewann sie erneut Bronze. In der Folgezeit wurden Gales Leistungen auf internationaler Ebene etwas schwächer. Bei den Weltmeisterschaften 2004 in Königssee wurde sie nur Neunte. Für alle folgenden Großereignisse konnte sie sich nicht mehr qualifizieren.